# Buenavista (centrala Motozintla kommun)
Buenavista är en ort i Mexiko.   Den ligger i kommunen Motozintla och delstaten Chiapas, i den sydöstra delen av landet, 900 km sydost om huvudstaden Mexico City. Buenavista ligger 1 638 meter över havet och antalet invånare är 568.
Terrängen runt Buenavista är bergig åt sydväst, men åt nordost är den kuperad. Terrängen runt Buenavista sluttar västerut. Runt Buenavista är det ganska tätbefolkat, med 134 invånare per kvadratkilometer. Närmaste större samhälle är Motozintla de Mendoza, 9,9 km nordost om Buenavista. I omgivningarna runt Buenavista växer i huvudsak städsegrön lövskog.